# Tanomura Choku’nyū

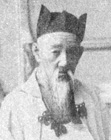
Tanomura Choku’nyū

Tanomura Choku’nyū (japanisch 田能村 直入; geboren 31. März 1814 in Taketa (Provinz Bungo); gestorben 21. Januar 1907) war ein japanischer Maler im Nanga-Stil vom Ende der Edo-Zeit bis in die Meiji-Zeit.

## Leben und Wirken
Tanomura Choku’nyū wurde als Sohn des Dorfvorstehers  Sannomiya (三宮氏) in Takeda, Bungo (Präfektur Oita), geboren. Er studierte im Alter von 9 Jahren Malerei bei Tanomura Chikuden (1777–1835), wobei nicht klar ist, wie Choku’nyū zu dem Nachnamen Tanomura kam. Er bildete sich unter dem Konfuzianer Tsunoda Kyūka (角田 九華; 1784–1856) in seiner Heimatstadt weiter und ging später nach Osaka, um bei dem Konfuzianer und Kalligrafen Shinozaki Shōchiku (篠崎 小竹; 1781–1851) zu studieren.
Im ersten Jahr der Meiji-Zeit zog Tanomura nach Kyōto und zeichnete weiterhin Standard-Nanga-Gemälde. Als die von der Präfektur Kyōto getragene „School of Painting“ (美術学校, Bijutsu gakkō) 1878 eröffnet wurde, wurde er ihr Direktor. 1884 trat er zurück und gründete die „Nanshūga School of Painting“ (南宗画学校, Nanshūga gakkō). 1896 gründete er mit Tomioka Tessai (1836–1924) die „Japan Nanga Association“ (日本南画協会, Nihon manga kyōkai). Er wirkte als Preisrichter bei Ausstellungen und Messen und erhielt viele Auszeichnungen, was ihn zum Grand Seigneur in der Welt der Meiji-Nanga machte.

## Bilder

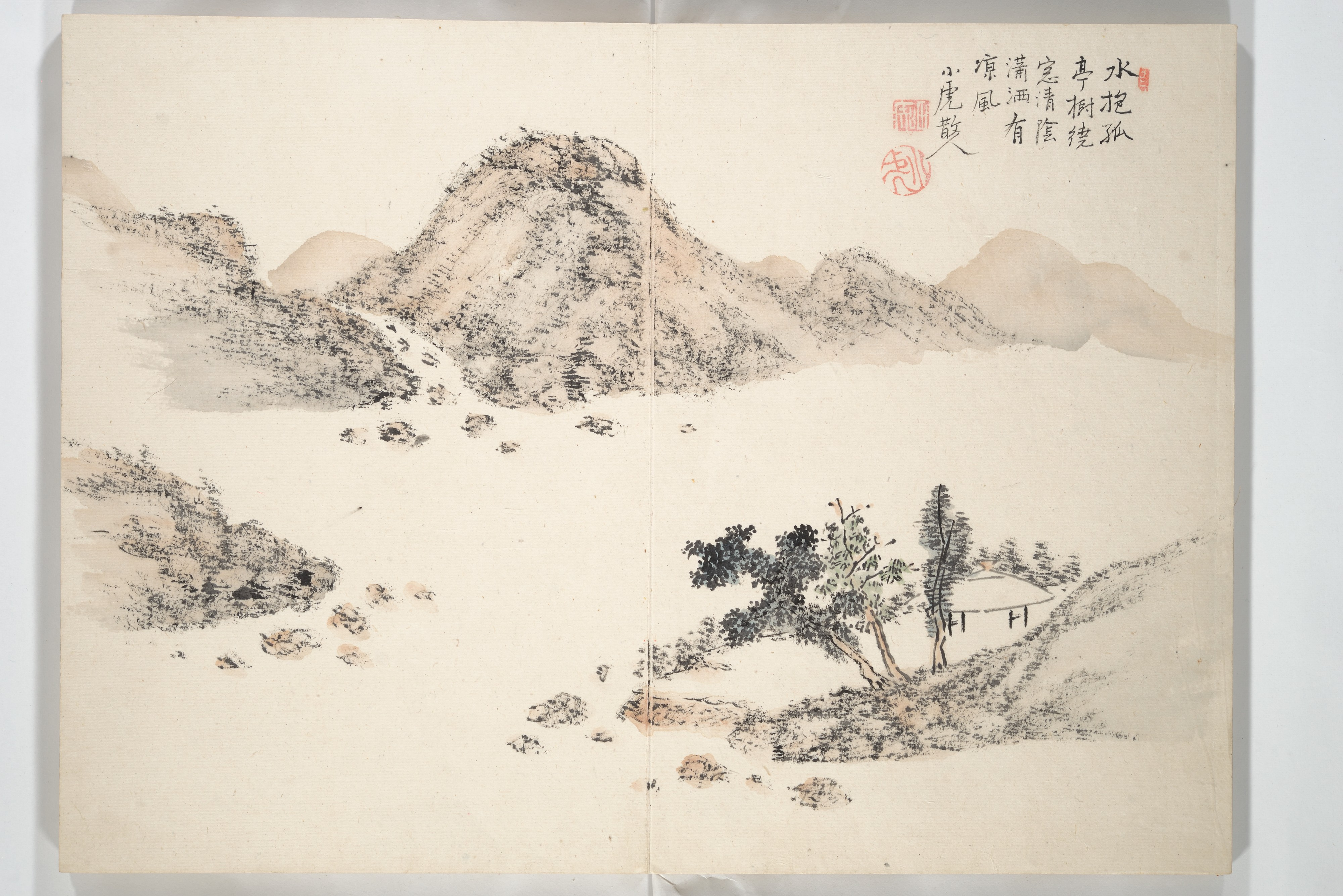
Aus den „Zwölf Landschaften“
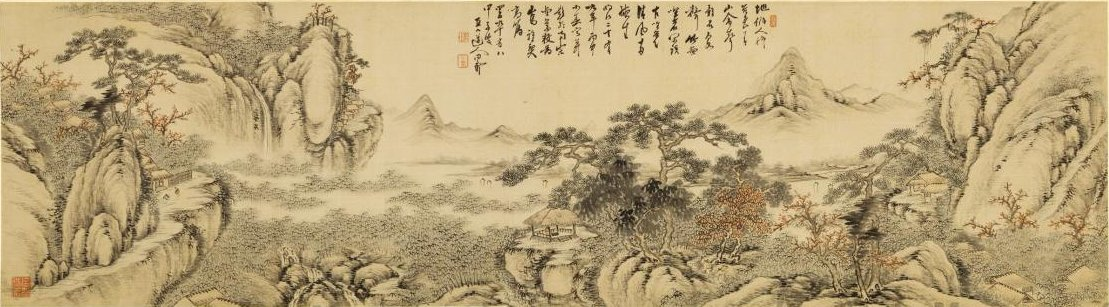
Landschaft (Im Besitz des Honolulu Museum of Art)